# Kurt Folch
Kurt Herbert Folch Maass (Valparaíso, 20 de septiembre de 1970) es un poeta, traductor y profesor chileno.
Es actualmente parte del cuerpo académico de la Universidad Diego Portales.

## Biografía
Kurt Folch nace el 20 de septiembre, en Valparaíso. En su vida estudiantil participa en la creación de la revista Licantropía de la Universidad de Chile, entre 1993 y 1995, como jefe de redacción. En el proyecto de Poesía Postal con RIL ediciones en 1994. Durante 1997, fue miembro del taller literario José Donoso de la Biblioteca Nacional de Chile y becario del taller de poesía de la Fundación Pablo Neruda en 1998. 
Es Licenciado en Lengua y Literatura Inglesa, en la Universidad de Chile, Master de 'Creative Writing, Publishing and Editing' de la University of Melbourne y doctor en literatura PUC.
Actualmente, es un académico y profesor de la Escuela de Literatura Creativa, de la Universidad Diego Portales.

### Trayectoria Literaria
Ha publicado Viaje nocturno (Stratis, 1996), Thera (La Calabaza del Diablo, 2003), Paisaje lunar (La Calabaza del Diablo, 2010), Líquenes (La Calabaza del Diablo, 2014), Tierra negra (Una casa de Cartón, 2018), Tú no y otros poemas (Tácitas, 2020), Antiguas planicies de aluvión (La Calabaza del Diablo, 2022), Enolebrum (Bisturí 10, 2022) y No hay paz (Una casa de Cartón, 2023). 
Como traductor ha publicado Las alegres casadas de Windsor de W. Shakespeare (Norma, 2002), 15 poemas, Tom Raworth (FDE, 2010), Secciones eternas de Tom Raworth (Tácitas, 2011), George Oppen, poesía, ensayo y entrevistas (UDP, 2012), Chomei en Toyama de Basil Bunting (Lecturas, 2017), Efectos A de Michael Farrell (Go, 2018), Secciones eternas y otros poemas de Tom Raworth (Tácitas, 2021), Los materiales de George Oppen (Bisturí 10, 2022) y Fémur del mundo de J. H. Prynne (Cuadro de tiza, 2023)
Kurt Folch es Licenciado en Lengua y Literatura Inglesa de la Universidad de Chile. En 1996 publicó su primer libro de poemas, "Viaje Nocturno". Luego, en 2002 publicó Thera, libro con el que ganó el Premio del Fondo Nacional de Libro y la Lectura de Chile, en 2003. Está incluido en el número DOS de la Colección Foro de Escritores (2004). En 2004 recibió la Beca del International Writers Program de la Universidad de Iowa.

## Obras

### Libros
- Viaje Nocturno, Ediciones Stratis, Chile, 1996
- Thera, La Calabaza del Diablo, Chile, 2002
- Paisaje lunar, La Calabaza del Diablo, Chile, 2009
- Polvo de huesos, Selección y prólogo para la poesía de Rosabetty Muñoz. Ediciones Tácitas, Chile, 2012
- La dormida, Ediciones Cuadro de Tiza, Chile, 2014
- Líquenes, La Calabaza del Diablo, Chile, 2014
- Suma atómica, Selección y prólogo para la poesía de Ceasar Soto. Ediciones Tácitas, Chile, 2017
- Tierra negra Una casa de cartón, Chile, 2018
- Enolebrum Bisturí 10, Chile, 2022
- Antiguas planicies de aluvión Libros la Calabaza del diablo, 2022
- No hay paz Una casa de cartón, 2023

### Traducciones
- Las alegres comadres de Windsor, Editorial Norma, Chile, 2002
- Secciones eternas, Ediciones Tácitas, Chile, 2011
- George Oppen : poesía, ensayo y entrevistas, Universidad Diego Portales, Chile, 2012
- Chomei en Toyama de Basil Bunting (Lecturas), Chile, 2017
- Efectos A de Michael Farrell (Go, 2018)
- Secciones eternas y otros poemas de Tom Raworth (Tácitas, 2021)
- Los materiales de George Oppen (Bisturí 10, 2022)
- Fémur del mundo de J. H. Prynne (Cuadro de tiza, 2023)

- Datos: Q111981875